# 飓风伊莎贝尔对宾夕法尼亚州的影响
飓风伊莎贝尔对宾夕法尼亚州的影响主要是以热带风暴强度的狂风吹袭该州大部分地区。飓风伊莎贝尔于2003年9月6日在大西洋热带海域的佛得角附近由一股东风波发展而成。系统朝西北方向前进，进入一片水温较高且风切变很弱的环境后稳步加强，于9月11日达到风速每小时270公里的最高强度。经过四天的强度波动后，飓风逐渐减弱，于9月18日在北卡罗莱纳州的外滩群岛以风速每小时165公里的强度登陆。风暴登陆后迅速减弱，于次日在宾夕法尼亚州西部转变为温带气旋。
9月19日，热带风暴伊莎贝尔在宾夕法尼亚州西南部经过，其大规模环流在该州大部分地区都产生了热带风暴强度的狂风。全州因这场风暴一共遭受了1.6亿美元（2003年美元，相当于2.65億2025年美元）的损失，还间接导致两人遇难，其中一人是因一氧化碳中毒死亡，据信是在停电且通风不畅的区域操作发电机所致。中等强度的风力令州内许多树木倒塌在电线杆上，导致140万用户失去电力供应，还有数十套房屋和多辆汽车被树木砸伤。

## 防灾措施
伊莎贝尔还位于西大西洋上空且拥有大型飓风强度时，气象预测部门预报风暴将在宾夕法尼亚州中部经过。之后的连续多次预报将风暴的行进路线略朝西面偏移，但估计不会进入俄亥俄州。伊莎贝尔进入宾夕法尼亚州几小时前，美国国家飓风中心仍然认为风暴将从南向北穿过整个宾夕法尼亚州，之后再经纽约州穿越安大略湖进入加拿大。北卡罗莱纳州和弗吉尼亚州东岸撤离的居民中有约3%于风暴期间留在宾夕法尼亚州境内。飓风的威胁令进出该州的部分航班取消，为了作出补偿，達美航空允许飞往费城、阿伦敦和哈里斯堡的旅客改期在日后登机。美国航空也有类似的做法。联合航空和联航快运则对所有进出宾夕法尼亚州的客户免收费用。
州长埃德·伦德尔在风暴到来前宣布该州进入紧急状态。宾夕法尼亚州紧急事务管理局启动了一个支援团队，对城区搜救行动提供协助，共同应对风暴的威胁。该州的国民警卫队有2990位队员进入第五级紧急状态，可以部署到该州任何地区提供紧急援助，其他成员则准备好包括发电机、重型卡车、运水拖车和工程机械在内的各种设备应对部署需要。州警务人员进入待命状态，而州卫生部门也联系了医院，确保发电机可以正常运作。州环保局则对所有的水坝、污水处理设施以及核电厂的状态进行监控。此外，宾州收费公路委员会派出额外的工作人员进驻高速公路排水不畅的路段进行巡逻，还准备了额外的设施快速应对可能出现的道路阻塞。。伊莎贝尔来袭前，能源公司有1500名工人进入待命状态，创下该公司劳动力规模的新纪录。这些人中还有来自伊利诺伊州的联邦爱迪生和密歇根州底特律爱迪生的工作人员。

## 影响
伊莎贝尔登陆时就开始在特拉华河产生风暴潮，一个位于该河费城河段沿岸的监测站记录到2.89米高的风暴潮，引起的潮汐洪水淹没了河流沿岸的低洼地区。风暴的大规模环流在全州大部分地区产生了中等强度的大风，该州东南部北安普顿县的阵风时速达到95公里。费城也记录到了时速79公里的阵风风速，致使费城国际机场的航班出现严重延误。狂风刮倒或刮断的树木、树枝和电线杆有数千之多。能源公司的报告表明有57万2425户客户失去电力供应，创下该公司停电客户数量的新纪录。该公司估算，要恢复这些电力供应至少要耗资2000万美元（2003年美元，相当于3313萬2025年美元），安装约130公里长的新电缆以及约7600套新的熔断器和断路器。大都会爱迪生公司报告有30万客户停电，还有50万宾州电力公司客户失去电力供应。

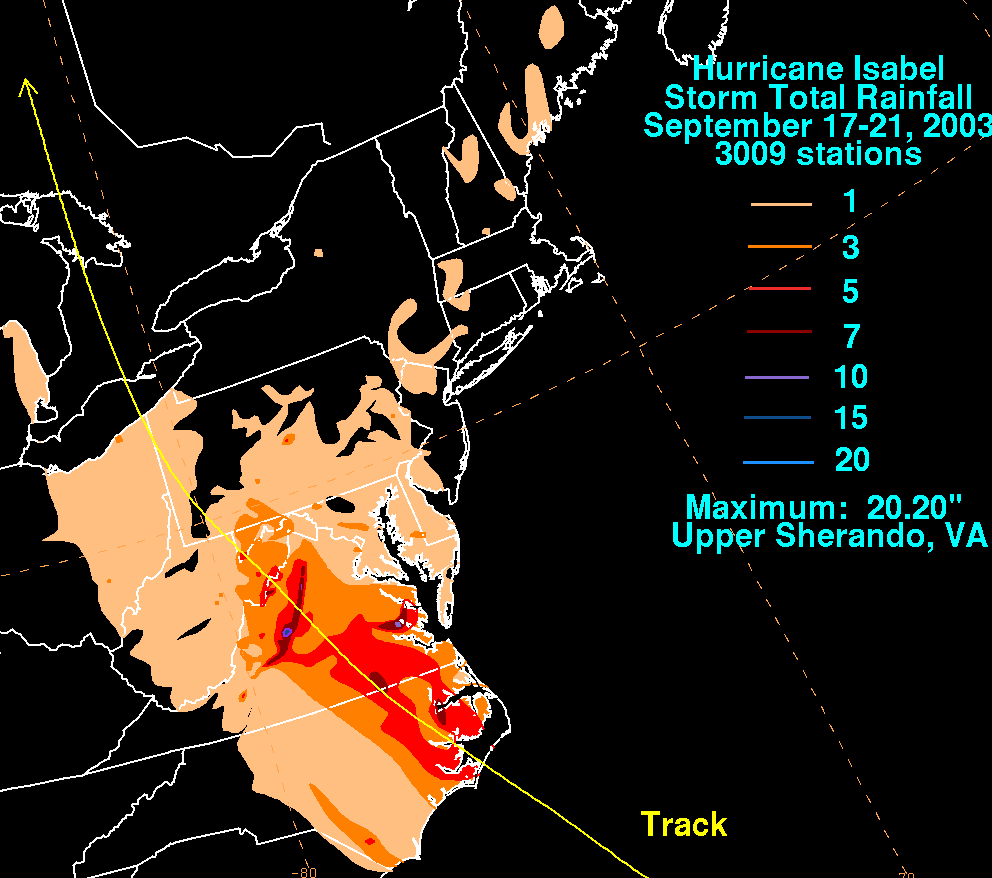
飓风伊莎贝尔的降雨量分布

宾夕法尼亚州东北部的阵风风速达到每小时95公里，个别区域报告有树木或供电线路被风吹倒，数万居民家中停电。还有少数倒下的树木砸到了汽车或电线杆，造成的损失约为35万美元（2003年美元，相当于58萬2025年美元），还有一些道路也因倒塌的树木而封闭。风暴给该州中部带去了超过75毫米的降雨量，兰开斯特县一个观测站测得的阵风风速达到每小时117公里。由于之前的降雨量令土壤湿软，成百上千的树干因此被阵风刮倒，其中大部分发生在道芬县和兰开斯特县，其中兰开斯特县据称遭受了继1954年飓风黑兹尔以来最沉重的打击。
倒下的树木压倒了电线和电线杆，造成部分地区停电，同时一些树木和电线杆砸在房屋上也导致了一定程度的财产损失。有一位驾驶员因树木倒塌引起的交通事故丧生。富兰克林县的另外两辆车和约克的一辆消防车因被树砸到而严重受损。约克县的天堂镇（Paradise Township）有一家家庭美元商店因砸断的电线而引发火灾，斯古吉尔县灵敦（Ringtown）的一起教堂火灾据信也是因同样的原因引起。至少有11套房屋被倒下的树木砸到，布莱尔县贝尔伍德（Bellwood）有一套移动房屋因此严重受损。直接因狂风而造成的损失相对轻微，如坎伯兰县露营山（Camp Hill）有一套房屋的烟囱被风刮掉，亚当斯县有个车棚被吹翻，还有至少四套房屋报告屋顶或外墙受损。伊莎贝尔还破坏了兰开斯特附近的玉米地。倒下的树木令该区域至少有56条道路封闭或交通中断，其中包括美国6号和322号国道，以及83号州际公路位于约克县境内路段。
匹兹堡报告了31毫米的降雨量。风暴给宾夕法尼亚州西南部带去的阵风时速达到95公里，吹倒了许多树木和供电线路。阿勒格尼能源（Allegheny Energy）报告该州西南部有31184户用户停电，其中大部分居住在麦康奈尔斯堡（McConnellsburg）、州学院和韦恩斯伯勒（Waynesboro）。宾夕法尼亚州西南部因这场风暴受到的损失总计为3220万美元（2003年美元，相当于5333萬2025年美元）。

## 善后
电力公司的工作人员立即就开始通过清理树枝并更换熔断器和断路器来恢复电力供应。能源公司在风暴过去两天后就恢复了72%受影响用户的供电，到了第二天晚上已经恢复了85%。宾州电力公司也在风暴过去两天后恢复了80%受影响客户的供电，到了第二天晚上则已经恢复到93%。伊莎贝尔来袭5天后，该州东南部大部分停电区域都已恢复正常，所有停电地区都在飓风过后一周内恢复。阿勒格尼能源在风暴过去两天后只恢复了20%受影响客户的供电，不过大部分客户的电力都在风暴过去5天后恢复，全部恢复则是在伊莎贝尔来袭一星期后。
9月26日，美国总统乔治·沃克·布什宣布切斯特县为灾区，这里几天前刚刚经受过热带风暴亨利的袭击，还出现了与热带气旋无关的严重洪灾，伊莎贝尔的吹袭更是雪上加霜。政府官员在县城西切斯特（West Chester）开设了一个灾难恢复中心，向灾民提供额外信息。宣布为灾区一个月后，共有342位屋主和企业主申请了救灾援助，共计获得了约60万美元（2003年美元，相当于99.4萬2025年美元）的援助金。